# Guns. Contro le armi (saggio)
Guns. Contro le armi (in originale Guns) è un saggio dello scrittore americano Stephen King sul tema della violenza armata, pubblicato nel 2013.
King scrisse il saggio dopo il Massacro alla Sandy Hook Elementary School del 2012, spiegando tra le altre cose perché lasciò che il romanzo Ossessione (1977) e The Bachman Books (1985), la raccolta in cui appare anche Ossessione, andassero fuori stampa. 
Nel saggio, King invita i possessori di armi a sostenere la messa al bando delle armi d'assalto.
In Italia, il saggio viene pubblicato nel 2021 dal piccolo editore Marotta e Cafiero.